# Marcus Tracy
Marcus Tracy (Chestnut Hill, 2 oktober 1986) is een Amerikaanse voetballer die uitkwam voor de teams Carolina Dynamo, het Deense Aalborg BK en San Jose Earthquakes.